# Oplitis pusaterii
Oplitis pusaterii – gatunek roztocza z kohorty żukowców i rodziny Oplitidae.
Gatunek ten opisany został w 2012 roku przez Jenő Kontschána. Należy do grupy gatunków O. nitida.
Roztocz ten osiąga 1120-1220 μm długości owalnej idiosomy, której tarczka marginalna jest z przodu zlana z grzbietową. Tarczki te są pozbawione rzeźby, a szczeciny na nich są gładkie, igłowate i położone na małych guzkach. Tarczka piersiowa samicy z 14, a samca z 10-13 parami szczecin. Tarczka genitalna samic owalna, samców okrągła. U nasady tarczki genitalnej samicy obecna linia pregenitalna. Perytremy hakokształtne.
Gatunek znany z Nowej Zelandii.